# ریوالتا بورمیدا
ریوالتا بورمیدا (به ایتالیایی: Rivalta Bormida) یکی از شهرستانهای استان آلساندریا در منطقه ایتالیایی پیدمونت می‌باشد که در ۸۰ کیلومتری جنوب شرقی تورین و ۲۵ کیلومتری جنوب آلساندریا واقع شده است.
ریوالتا بورمیدا با این مناطق شهری مرز مشترک دارد: کاسینی، کاستلنوآوو بورمیدا، مونتالدو بورمیدا، اورسارا بورمیدا، سزادیو، و استروی